# Igreja Presbiteriana da Austrália
A Igreja Presbiteriana da Austrália é um crescente denominação reformada, sendo a maior igreja presbiteriana do país (sem considerar a Igreja Unida na Austrália que é uma união presbiteriana, metodista e congregacional). 

## História

### Início
Desde o início de sua colonização a Austrália já contava com uma presença presbiteriana no país. Em 1776 com a chegada do capital James Cook no território atual da Austrália, veio também John Hunter, antigo ministro da Igreja da Escócia. No século 18, o país foi povoado por membros de diversas denominações presbiterianas e reformadas do Reino Unido, sobretudo da Escócia e Inglaterra. Desde então o presbiterianismo cresceu e tornou-se a quarta maior fé cristã da Austrália.
A igreja foi inicialmente formada em cada um dos estados federados da Austrália, sendo posteriormente reunidas as igrejas presbiterianas de Nova Gales do Sul, Victoria, Queensland, Austrália do Sul, Tasmânia e Austrália Ocidental. Estas igrejas possuem sua própria identidade, sendo a Igreja Presbiteriana da Austrália na verdade uma federação de todas estas igrejas estaduais. Contudo, a Assembleia Geral da igreja é conjunta de forma que possuiu uma doutrina uniforme.

### União com a Igreja Unida na Austrália
Em 1977, dois terços dos membros da Igreja Presbiteriana da Austrália apoiaram a fusão com a União Congregacional da Austrália e a Igreja Metodista Australiana na formação da Igreja Unida na Austrália. Grande parte das igrejas que foram contrárias a união, o fizeram por rejeitarem a influencia do Liberalismo Teológico que foi o causador da união. Outra parte não aceitou a união por conexão cultural com o presbiterianismo.  

### Após a união, a igreja continuada

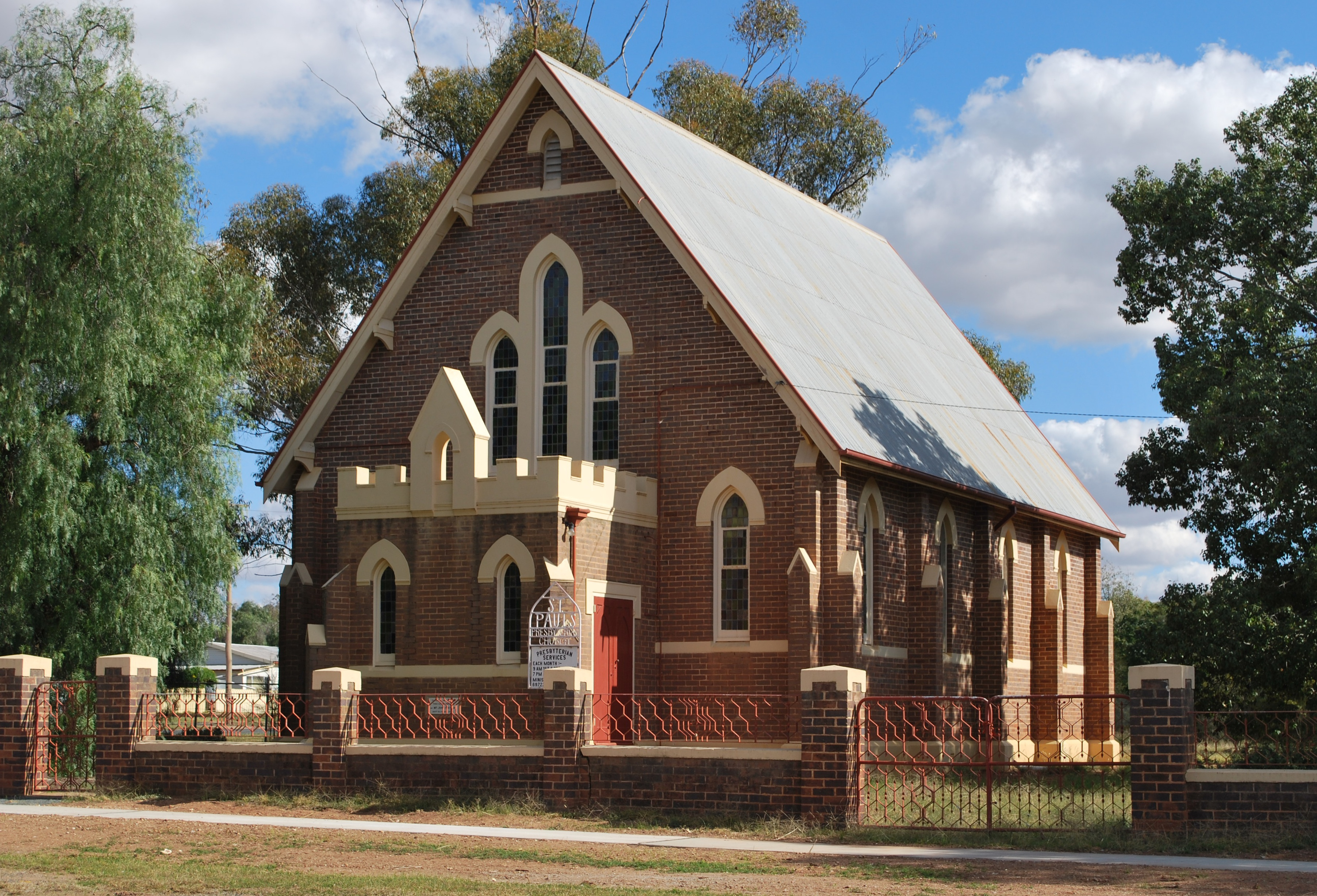
Igreja Presbiteriana de Barmedman, na Nova Gales do Sul.

Antes da união existiam uma maioria liberal dentro da Igreja Presbiteriana da Austrália, porém com a saída destes para formar a Igreja Unida na Austrália a igreja continuada tornou-se cada vez mais conservadora. Ocorreu inicialmente um ressurgimento da teologia reformada tradicional. Em 1982 a denominação retirou-se da Comunhão Mundial das Igrejas Reformadas, em 1987 introduziu um novo hinário que reflete sua visão doutrinária conservadora.  
 
Em 1991 a Assembleia Geral da igreja revogou sua permissão da ordenação de mulheres para servirem como ministras, presbíteras e diaconisas. Desde então a igreja não ordena mais mulheres, porém permanecem em alguns estados ministras ordenadas antes da Assembleia.  
Outra mudança na igreja foi o crescimento do seu caráter missionário, de forma que possui hoje cerca de 130 missionários espalhados ao redor do mundo, incluindo na Coreia do Sul e outros países próximos no Oceano Pacífico e Myanmar.

## Estatísticas
As estatísticas da Igreja Presbiteriana da Austrália afirmam que a igreja tem mais de 50.000 adultos e crianças membros, dentro de 740 congregações com mais de 600 ministros, diaconisas e estudantes de teologia. No último Censo da Commonwealth (2011) declarou que cerca de 600.000 pessoas identificaram-se como Presbiterianas ou Reformadas, o que representa 2,8% da população. Isso torna o presbiterianismo a quarta maior denominação cristã da Austrália, porém, nem todos os presbiterianos são membros da Igreja Presbiteriana da Austrália, existindo outras igrejas presbiterianas no país.

## Organizações da Igreja

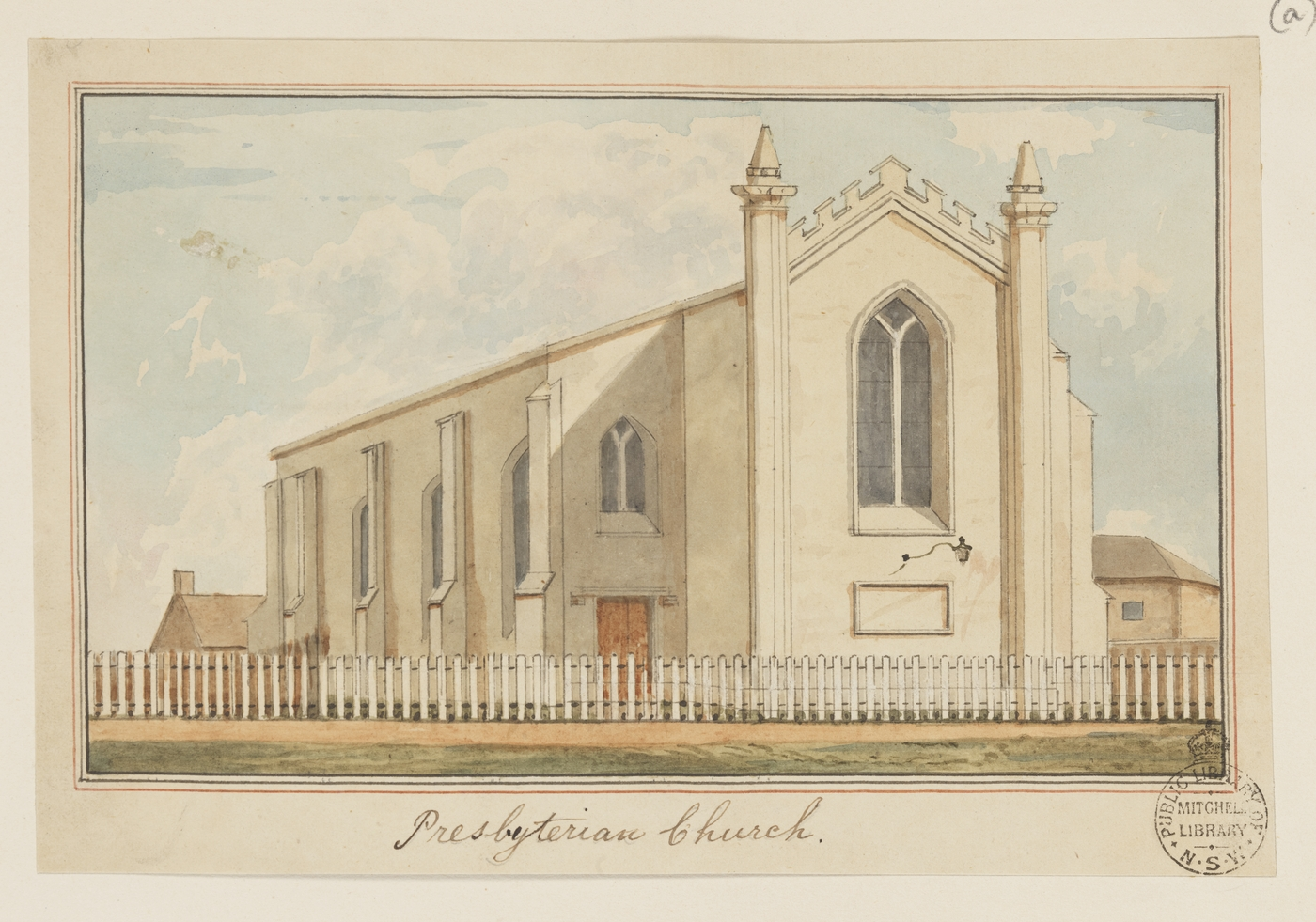
Igreja Presbiteriana St Andrews, Sydney, na Nova Gales do Sul, em 1840.

A organização missionária da Igreja Presbiteriana da Austrália é a Missão Mundial Presbiteriana Austrialiana. A organização tem mais de 170 missionários transculturais, ou seja, missionários que trabalham com pessoas de culturas diferentes da sua. A Igreja estabeleceu congregações para pessoas árabes, chinesas, das Ilhas Cook, indonésias, japonesas, coreanas, samoanas e sudanesas, bem como congregações para surdos e mudos. A igreja tem ainda serviços de missões por toda a Austrália, que além de implantarem igrejas já criaram várias instituições de caridade como lares de idosos.
A igreja publica também o Presbiteriano Australiano, que é uma revista que presta serviços sociais e educacionais.  

### Faculdades Teológicas
A Igreja Presbiteriana opera o Centro Teológico Presbiteriano em Sydney, o Colégio Teológico Presbiteriano em Melbourne e Prezra, um Colégio da Bíblia em Adelaide, além do Colégio Teológico de Queensland em Brisbane.

### Livrarias
A Igreja Presbiteriana opera a Livraria dos Reformadores em Sydney e o Centro de Mídia do Colégio Teológico Presbiteriano, em Melbourne.

## Doutrina
Para tornarem-se ministros e presbíteros da Igreja Presbiteriana da Austrália, os candidatos devem concordar com a Confissão de Fé de Westminster como um fiel resumo da doutrinas reveladas na Bíblia. A igreja declara as seguintes palavras em sua doutrina: "Junto com outras igrejas cristãs verdadeiras, a Igreja Presbiteriana acredita que a Bíblia é a infalível Palavra de Deus. Como resultado deste compromisso com a Bíblia, vamos defender a fé cristã histórica. 
- Creio em um só Deus na Trindade das três pessoas do Pai, do Filho e do Espírito Santo.
- Afirmamos os acontecimentos históricos reais de Cristo do nascimento, vida, morte, ressurreição e retorno futuro. Nós olhamos para Ele, para o perdão dos pecados e a vida eterna.
- Nós nos submetemos às Escrituras como a autoridade final em todas as questões de fé e conduta.
- Buscamos viver em obediência ao Grande Mandamento do Senhor Jesus Cristo: "Amarás o Senhor teu Deus com todo seu coração, alma, mente e força, e amar o próximo como a si mesmo"; e nós nos esforçamos para cumprir a Grande Comissão: ". Ide por todo o mundo e pregai o Evangelho"

A Igreja Presbiteriana é uma denominação Reformada e Evangélica, cuja compreensão do cristianismo é apresentado na Confissão de Fé de Westminster. Por isso, subscreve, como a Bíblia, que a iniciativa nas pessoas para tornarem-se cristãos convertidos vem de Deus. Essa postura não leva a uma diminuição da responsabilidade humana diante de Deus nem tira a importância da missão e evangelização, mas sim estabelece as condições em que verdadeira resposta humana a Cristo pode ter lugar. A Igreja Presbiteriana não afirma ser a única igreja verdadeira. A igreja vê-se como uma pequena parte do Corpo do Senhor Jesus Cristo, sendo assim busca ter comunhão sempre que possível com outros cristãos que partilham a mesma visão de lealdade comum à "fé que uma vez por todas foi entregue aos santos (Judas versículo 3)." 

## Relações intereclesiásticas
A Igreja Presbiteriana da Austrália é membro da Fraternidade Reformada Mundial, que é uma associação conservadora de denominações Reformadas, Presbiterianas, Batistas Reformadas e Episcopais Reformados. Além disso tem relações fraternais com a Igreja Presbiteriana do Brasil.

## Governo da Igreja
A Igreja Presbiteriana da Austrália é governado por presbíteros (ou anciãos). Igrejas presbiterianas reconhecem dois tipos de anciãos : os anciãos com a função de ensinar (ministros) e os presbíteros regentes. Estes anciãos se encontram em um nível local na Sessão de igreja. Somente ministros ordenados podem presidir a Comunhão ou Ceia do Senhor, exceto em raras circunstâncias em que o presbitério licencia um presbítero regente a fazê-lo. Da mesma forma, apenas a um ministro pode administrar o Batismo. Um conselho ou comitê de gestão lida com as preocupações materiais da congregação local. Diáconos também podem ser eleitos para prestar cuidados práticos. Um presbítero e um ancião de cada paróquia tem um assento em seu presbitério regional e na assembleia geral de seu estado. A Assembleia Geral da Austrália (GA da A) é composto por comissários de cada conjunto e presbitério de cada estado, se reunindo a cada três anos. Todos os anos assembleia geral de cada estado elege um moderador, enquanto a Assembleia Geral da Austrália elege um moderador geral para um mandato de três anos. Em 1991, a Assembleia Geral da Austrália da IPA determinou que somente os homens são "elegíveis para admissão ao Ministério da Palavra e dos Sacramentos." Os direitos das mulheres ordenadas antes desta decisão não foram afetados.

## Presbiterianos australianos notáveis
Ministros atuais na Igreja Presbiteriana da Austrália incluem Allan Harman, David Mitchell, Iain Murray e Bruce W. Inverno. Ex-ministros notáveis da igreja incluem Peter Cameron. 

## Congregações notáveis
- Igreja Escocesa, Melbourne
- Igreja Escocesa, Sydney
- Igreja Presbiteriana Chinesa
- Igreja Presbiteriana de Malvern